# العلاقات الأوزبكستانية البلجيكية
العلاقات الأوزبكستانية البلجيكية هي العلاقات الثنائية التي تجمع بين أوزبكستان وبلجيكا.

## مقارنة بين البلدين
هذه مقارنة عامة ومرجعية للدولتين:
| وجه المقارنة                                              | أوزبكستان       | بلجيكا                                                                              |
| --------------------------------------------------------- | --------------- | ----------------------------------------------------------------------------------- |
| المساحة (كم2)                                             | 448.98 ألف      | 30.53 ألف                                                                           |
| عدد السكان (نسمة)                                         | 32.39 مليون     | 11.37 مليون                                                                         |
| الكثافة السكانية (ن./كم²)                                 | 72.14           | 372.42                                                                              |
| العاصمة                                                   | طشقند           | بروكسل                                                                              |
| اللغة الرسمية                                             | اللغة الأوزبكية | اللغة الهولندية، لغة فرنسية، اللغة الألمانية                                        |
| العملة                                                    | سوم أوزبكستاني  | يورو، فرنك بلجيكي                                                                   |
| الناتج المحلي الإجمالي (بليون دولار)                      | 48.72 مليار     | 492.68 مليار                                                                        |
| الناتج المحلي الإجمالي (تعادل القوة الشرائية) بليون دولار | 190.50 مليار    | 514.74 مليار                                                                        |
| الناتج المحلي الإجمالي الاسمي للفرد دولار أمريكي          | 2.13 ألف        | 40.32 ألف                                                                           |
| الناتج المحلي الإجمالي للفرد دولار أمريكي                 | 5.57 ألف        | 43.44 ألف                                                                           |
| مؤشر التنمية البشرية                                      | 0.675           | 0.890                                                                               |
| رمز المكالمات الدولي                                      | +998            | +32                                                                                 |
| رمز الإنترنت                                              | .uz             | .be                                                                                 |
| المنطقة الزمنية                                           | ت ع م+05:00     | توقيت وسط أوروبا، ت ع م+01:00، ت ع م+02:00، توقيت وسط أوروبا الصيفي، أوروبا/بروكسل ‏ |

## مدن متوأمة
في ما يلي قائمة باتفاقيات التوأمة بين مدن أوزبكستانية وبلجيكية:
- ترتبط سمرقند مع لياج باتفاقية توأمة منذ 4 أغسطس 1986.
- ترتبط طشقند مع كورتريك باتفاقية توأمة منذ 30 أبريل 1993.

## منظمات دولية مشتركة
يشترك البلدان في عضوية مجموعة من المنظمات الدولية، منها:
| علم المنظمة | اسم المنظمة                               | تاريخ انضمام أوزبكستان | تاريخ انضمام بلجيكا |
| ----------- | ----------------------------------------- | ---------------------- | ------------------- |
|             | الاتحاد البريدي العالمي                   | ?                      | ?                   |
|             | مؤسسة التنمية الدولية                     | 24 سبتمبر 1992         | 2 يوليو 1964        |
|             | منظمة حظر الأسلحة الكيميائية              | ?                      | ?                   |
|             | الأمم المتحدة                             | 2 مارس 1992            | 27 ديسمبر 1945      |
|             | وكالة ضمان الاستثمار متعدد الأطراف        | 4 نوفمبر 1993          | 18 سبتمبر 1992      |
|             | منظمة الشرطة الجنائية الدولية             | ?                      | ?                   |
|             | مؤسسة التمويل الدولية                     | 30 سبتمبر 1993         | 27 ديسمبر 1956      |
|             | بنك التنمية الآسيوي                       | 1995                   | 1966                |
|             | الاتحاد الدولي للاتصالات                  | 10 يوليو 1992          | 1866                |
|             | البنك الدولي للإنشاء والتعمير             | 21 سبتمبر 1992         | 27 ديسمبر 1945      |
|             | الفريق المعني برصد الأرض                  | ?                      | ?                   |
|             | منظمة الأمن والتعاون في أوروبا            | 30 يناير 1992          | 25 يونيو 1973       |
|             | المركز الدولي لتسوية المنازعات الاستشارية | 25 أغسطس 1995          | 26 سبتمبر 1970      |
|             | يونسكو                                    | 26 أكتوبر 1993         | 29 نوفمبر 1946      |

## وصلات خارجية
- موقع وزارة الخارجية الأوزبكستانية
- موقع وزارة الخارجية البلجيكية